# Primer bloqueo de Buenos Aires
El primer bloqueo de Buenos Aires fue establecido por el gobierno realista de Montevideo a partir del 3 de septiembre de 1810 y se extendió hasta mediados del mes de octubre de ese mismo año, cuando debió ser levantado a resultas de la presión británica. Tuvo por objeto combatir a la Junta revolucionaria surgida el 25 de mayo de 1810 en aquella ciudad, capital del Virreinato, forzarla al reconocimiento del Consejo de Regencia e impedir su apoyo a los rebeldes en la campaña de la Banda Oriental.

## Desarrollo

### Revolución de Mayo

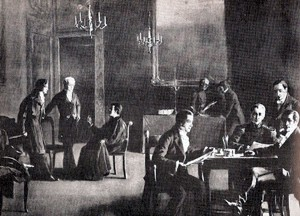
La Primera Junta. Óleo de Julio Vila y Prades.

Mientras se producían los sucesos de mayo, la mayor parte de los oficiales de marina pertenecientes a la comandancia de Montevideo se encontraban por accidente en Buenos Aires. Muchos de los oficiales, ellos el capitán de navío Juan Ángel de Michelena y los capitanes de fragata José Laguna y Jacinto de Romarate, se habían negado a reconocer la Junta de Gobierno y Observación establecida en Montevideo el 24 de septiembre de 1808 en franca desobediencia con la capital. Otros se encontraban estacionados como parte de los movimientos habituales entre el principal apostadero y la capital.
Ante las novedades, se presentaron pidiendo pasaporte para trasladarse a Montevideo, sin querer reconocer antes a la Junta con el pretexto de que su comandante los llamaba perentoriamente para escuchar sus órdenes verbales. La Junta pese a lo evidente de la excusa, para evitar incidentes no forzó la jura ni los retuvo, con lo que la flotilla realista pudo recuperar sus mandos.

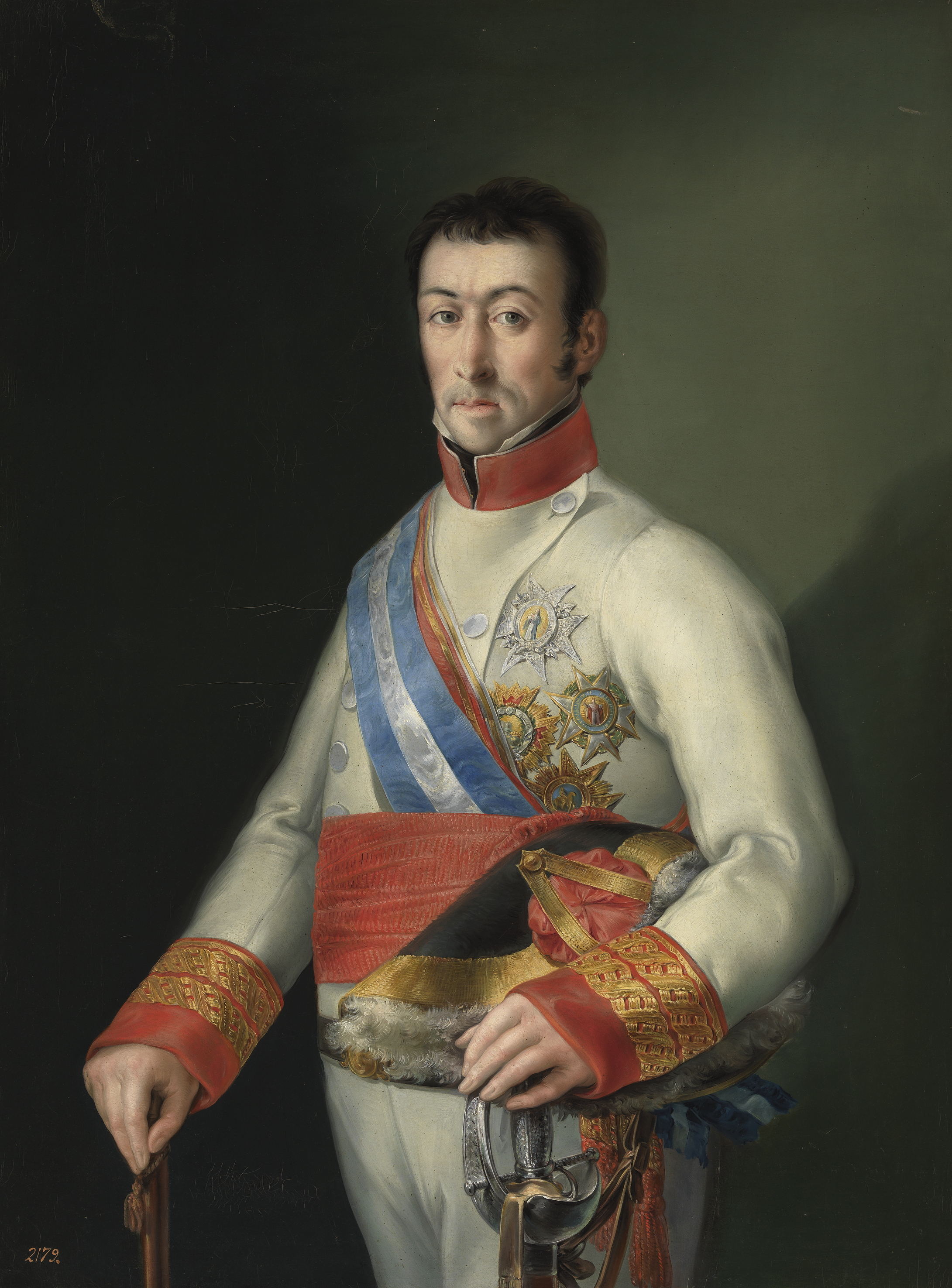
Francisco Javier Elío.

Habiendo sido llamado Elío a España, ejercía como gobernador interino de Montevideo el Brigadier Joaquín de Soria y Santa Cruz (comandante general de la campaña de la Banda Oriental y antiguo Gobernador de Misiones), pero quien controlaba efectivamente la plaza era el comandante general de marina José María Salazar.

### Misiones diplomáticas
La Junta envió al capitán Martín Gailan con la notificación formal de lo sucedido y su justificación, así como con una nota de apoyo firmada por el ex virrey Baltasar Hidalgo de Cisneros.
El 1 de junio el cabildo de Montevideo resolvió nombrar una comisión para redactar el pliego que condicionaría la adhesión a la Junta de Buenos Aires. No obstante, ese mismo día, en vísperas de celebrarse la reunión definitiva, arribó el bergantín mercante Nuevo Filipino con noticias no oficiales acerca de la instalación de un Consejo de Regencia en la ciudad de Cádiz. Esto y las noticias falsas de avances y triunfos sobre el invasor francés que hizo correr Salazar, fue celebrado por los realistas y utilizado como argumento contra los partidarios de la aceptación de la Junta.
En la reunión del día 02, la decisión adoptada fue finalmente condicionar la adhesión al reconocimiento por parte de Buenos Aires del Consejo de Regencia de Cádiz.

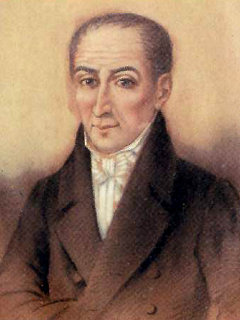
Juan José Paso.

Ante el fracaso de la misión de Gailan, el secretario Juan José Paso fue enviado a Montevideo. El día 13 de junio arribó pero fue confinado fuera de la ciudad. El día 15, mientras las tropas de mar se desplegaban por la ciudad como una fuerza de ocupación se celebró un nuevo Cabildo Abierto. 
Paso informó a este sobre lo ocurrido en Buenos Aires, los propósitos de la Junta y los motivos para no reconocer la Regencia, solicitando la unión del pueblo de Montevideo con la Capital, pero sus palabras fueron interrumpidas constantemente por gritos e insultos provenientes del sector del comandante general de marina José María Salazar.
Este último sostuvo la legitimidad del Consejo de Regencia, criticó las medidas adoptadas por Buenos Aires y finalizó su intervención coincidiendo con Paso en que era necesario conservar la unidad rioplatense, pero que debía ser a resultas del cambio de la posición de Buenos Aires y no de Montevideo. La posición de Paso sólo fue defendida por el padre José Manuel Pérez Castellano, y ante la creciente agresividad del grupo de Salazar Paso debió retirarse protegido por el coronel Prudencio Murguiondo.

### Complot en Montevideo

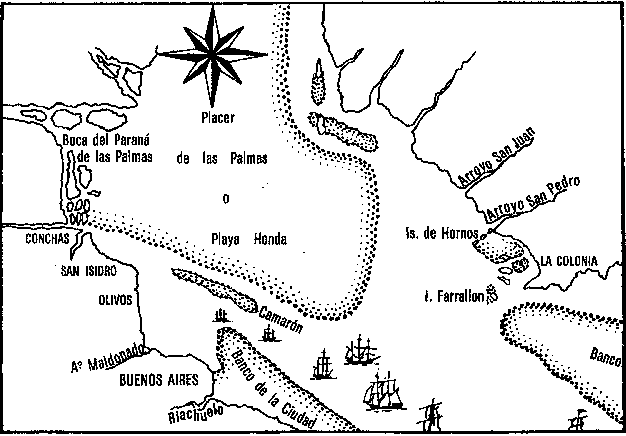
Mapa del Río de la Plata de la época.

Tras el fracaso de la negociación la Sociedad Secreta de Montevideo dirigida por Feliciano Sáenz de Cavia e integrada por Juan Ramón Rojas, Manuel Fernández Puche, los presbíteros Santiago Figueredo y Pedro Pablo Vidal y contando con el apoyo de los cuerpos urbanos de Cazadores de infantería ligera y Voluntarios del Río de la Plata al mando de los coroneles Juan Balbín González Vallejo y Prudencio Murguiondo, empezó a trabajar sobre un plan para obligar a reembarcarse al Cuerpo de la Real Marina para votar libremente en un congreso.
El 12 de julio Salazar apoyado por las fuerzas de mar desarmó los cuerpos urbanos de Cazadores de infantería ligera y Voluntarios del Río de la Plata gracias a la indecisión de Murguiondo y al valor de Jacincto de Romarate que armó a la maestranza y al frente de la artillería volante sorprendió al cuartel de dragones donde estaba el anciano Balbín. Pese a la amnistía pactada se los envió encadenados a Cádiz. 
Controlada la situación el coronel Viana fue enviado a tomar el control de Maldonado mientras el capitán de navío Juan Ángel de Michelena era enviado con la escuadra a Colonia del Sacramento.

### La ruptura

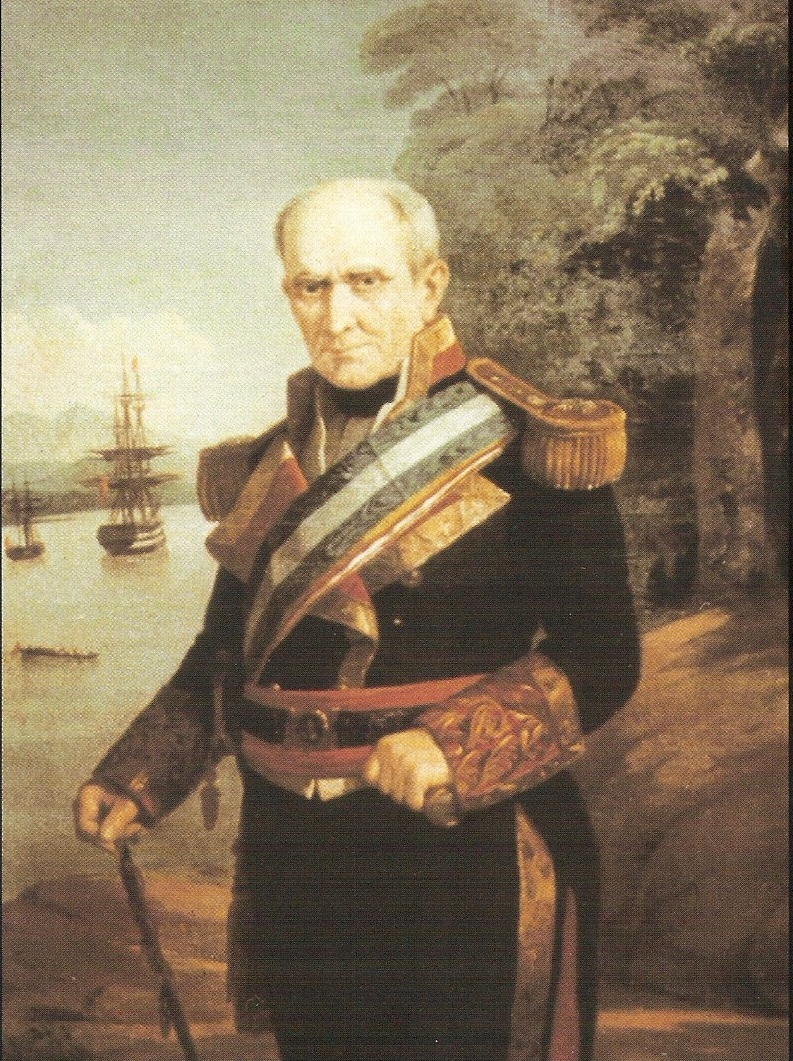
José Primo de Rivera.

El 13 de agosto mientras se hacía presente en la ciudad de Buenos Aires el enviado de Montevideo, el capitán de fragata José Primo de Rivera y Ortiz de Pinedo, se tuvieron noticias de la captura de Santiago de Liniers en Córdoba. Ante el fin de la amenaza inmediata que suponía el ex virrey, la Junta decidió no ceder y dispuso cerrar el puerto de Buenos Aires y sus dependencias (Ensenada de Barragán) al tráfico hacia Montevideo y sus controladas y cortar las comunicaciones con esa ciudad. Primo de Rivera fue despedido por la Junta por medio del secretario Mariano Moreno negándole audiencia. 

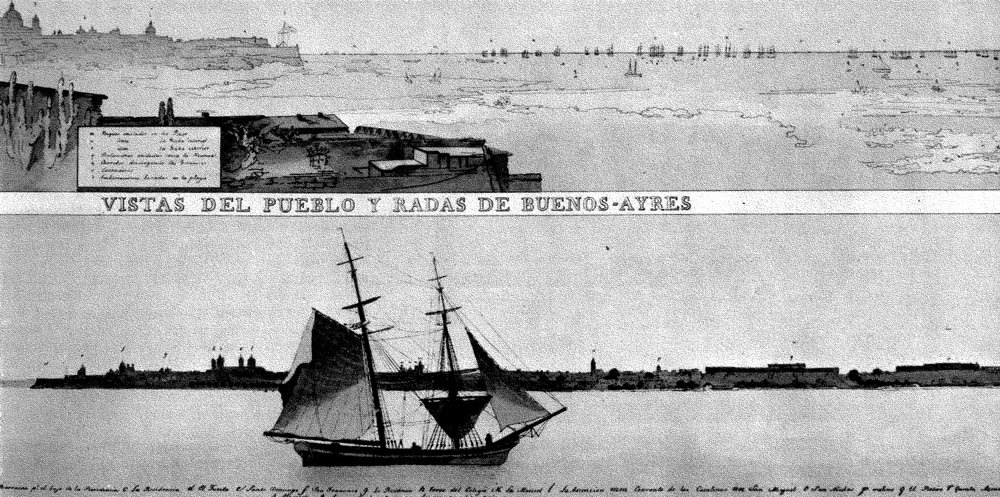
Vistas del pueblo y radas de Buenos Aires en 1813.

Ante esta ruptura formal de las relaciones entre la Junta y el gobierno de Montevideo, con acusaciones cruzadas de deslealtad e independencia, ambos gobiernos declararon el bloqueo del puerto adversario, aunque sólo los realistas contaban con una flota capaz de garantizarlo. 
El 23 de agosto se efectúa en Buenos Aires una conferencia con el comodoro Robert Elliot, capitán de la fragata HMS Porcupine y responsable de la flota británica estacionada en el Río de la Plata. No obstante los argumentos de la Junta, basados en la subordinación debida por Montevideo y en el mejor interés de los residentes británicos, Elliot se mostró en principio contrario a desconocer el bloqueo invocando el tratado de amistad y alianza con España y resolvió partir a Montevideo en espera de instrucciones definitivas.

### Bloqueo de Buenos Aires
El bloqueo de Buenos Aires fue declarado efectivo a partir del día 3 de septiembre, con el apoyo tácito del comodoro Robert Elliot.
Ante las novedades, el 09 de ese mes, un grupo de 60 comerciantes ingleses se reunió bajo la coordinación de Alexander Mackinnon. La mayoría, encabezados por dos comerciantes de apellido Dowling y MacKinlay, se mostró favorable a no reclamar contra el bloqueo, sea por connivencia con las autoridades de Montevideo o por prudencia. La minoría, entre ellos el mismo MacKinnon, deseaban insistir a Elliot para que no apoyara la acción realista, y de no tener su acuerdo, como de hecho sucedía, apelar al encargado de los asuntos británicos en Río, Lord Strangford.

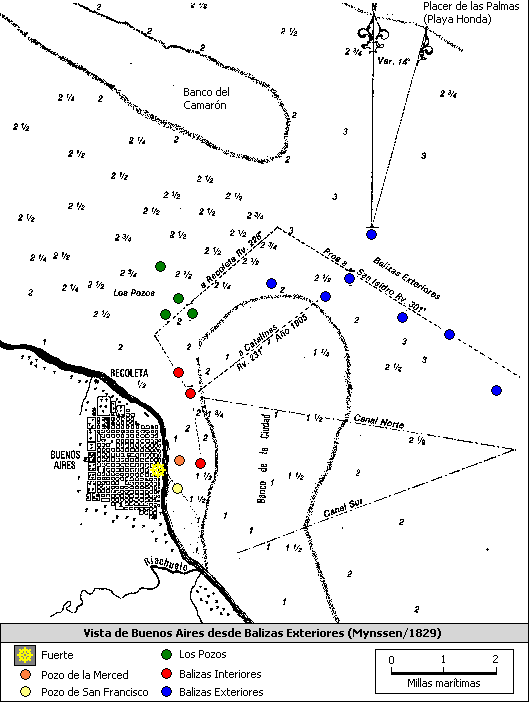
Puerto de Buenos Aires.

El 10 de septiembre la HMS Mistletoe partió a Río de Janeiro, transportando a la representación mayoritaria de los miembros de la comunidad británica y a Mackinnon como vocero de la minoría. Hasta el 13 de junio en que arribó al puerto la HMS Porcupine, la estación había estado brevemente a cargo del teniente Roberto Ramsay, capitán de la HMS Mistletoe y quien había traído las noticias de la disolución de la Junta de Sevilla. Este era muy favorable a los revolucionarios y frecuentaba a varios de sus principales líderes (Juan Larrea, Mariano Moreno, Hipólito Vieytes, Juan José Paso y Juan José Castelli)
Presentado el asunto a Strangford, Ramsay abogó por la posición de Mackinnon, coincidente por otra parte con la del mismo embajador en consideración a privilegiar los intereses comerciales británicos.
Ese mismo día se presentaron frente al puerto 9 buques al mando del capitán José Primo de Rivera: la corbeta Mercurio (nave capitana, de 24 cañones de a 16), los bergantines Belén y Cisne, las sumacas Nuestra Señora del Carmen y Nuestra Señora de Aránzazu, el lugre San Carlos y los faluchos Fama, San Luis y San Martín.
La fuerza bloqueadora destacó sus faluchos y capturó dos lanchas de tráfico al anochecer y otras dos al amanecer y notificó a los buques extranjeros que debían retirarse a Montevideo o Maldonado (a los ingleses a través de Elliot).

### El pampero
La noche del 16 de septiembre cesó la lluvia copiosa y empezó a soplar el pampero, en dirección SSO. En la mañana del 17 el estuario hasta varias millas estaba vacío y apenas se distinguían los canales de balizas interiores y exteriores.
En Buenos Aires se alistaron algunas piezas de a 24 sacadas de la fortaleza y se embargaron vehículos para el acarreo de tablas para armar almadías. Mientras tanto, en la flota varada, se improvisaron balsas con cañones y se prepararon para un asalto por tierra. No obstante el temor de que las aguas volvieran con rapidez demoró la decisión de enviar fuerzas de caballería. A las 5 de la mañana del 18 efectivamente volvieron y rápidamente a sus niveles habituales.
El bloqueo se reanudó reforzado con la corbeta Diamante y el mediodía del 21 el falucho mandado por el alférez de fragata José de Argandoña se acercó a la costa e hizo el primer disparo, con su cañón de a 9 sobre el Retiro, el cual fue devuelto con dos de a 18, pero sin causarle daño.

### Suspensión del bloqueo
Ramsay regresó el 10 de octubre con pliegos del vicealmirante Miguel de Courcy, jefe de la estación naval del Brasil y los mares de sur, en los cuales desaprobaba el proceder de Elliot y le ordenaba dirigirse a Maldonado, lo que hizo efectivo el 15 de octubre, con lo cual Ramsay quedó al mando de la flotilla en el Plata hasta tanto llegara el mismo de Courcy. 

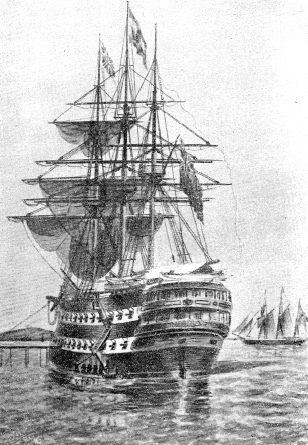
Reunión del representante de la Primera Junta con el vicealmirante Miguel de Courcy a bordo del HMS Foudroyant.

Al día siguiente, dos bergantines ingleses fueron detenidos por la flota bloqueadora. Ramsay salió con la pequeña Mistletoe al encuentro de la capitana, la fragata Mercurio, de 32 cañones, y fondeó al costado y a corta distancia, tras lo que envió a su primer oficial con un mensaje en el cual protestaba enérgicamente por el bloqueo, negaba al gobierno de Montevideo el derecho de cerrar el tráfico del Río de la Plata a los barcos de bandera británica y le daba el plazo de una hora para devolver los buques, cumplido el cual procedería a disparar sus cañones de banda contra la Mercurio.
El comandante realista rio ante la amenaza, respondiendo que con sólo uno de sus cañones le bastaba para hacer volar al capitán y al pequeño buque inglés. Ramsay respondió a su vez que era muy consciente de eso pero que no cambiaría su orden, que en una hora la Mistletoe sería ciertamente hundida pero el Mercurio sería atacado.
El capitán español temiendo las consecuencias de hundir un navío de Gran Bretaña, optó entonces por liberar los buques y Ramsay regresó a Buenos Aires, donde se lo recibió como a un héroe.
A principios de noviembre arribó a Montevideo el vicealmirante Miguel de Courcy a bordo del HMS Foudroyant, de 80 cañones. Ramsay se ofreció a transportar a una embajada de la Junta, para lo que fue designado el coronel Juan Florencio Terrada de Fretes, jefe del batallón de Granaderos de Fernando VII y funcionario de la Secretaría de Guerra, a cargo de Moreno.
Tras la humillación de Primo de Rivera, Romarate debía hacerse cargo del bloqueo pero se vio obligado a levantarlo definitivamente ante la imposibilidad de hacerlo cumplir a los buques de bandera británica y al comprobar una conspiración de sus subalternos que se proponían apoderarse de su persona y sus principales oficiales y entregarse al enemigo.